# 蒋英木
蒋英木（学名：Tsiangia hongkongensis）为茜草科蒋英木属下的一个种。